# Swedesboro
Swedesboro är en kommun (borough) i Gloucester County, New Jersey, USA. Enligt en folkräkning i USA år 2000 hade Swedesboro en befolkning på 2 055.
Swedesboro skapades som kommun enligt lag antagen av New Jerseys parlament den 9 april 1902, av delar av Woolwich Township.

## Historia
Swedesboro var, vid sidan om Bridgeport, den ena av endast två bosättningar i det som nu är New Jersey i kolonin Nya Sverige. Den äldsta existerande knuttimrade stugan i USA byggdes av Antti Niilonpoika (Anthony Neilson/Nelson) i Swedesboro. Den är registrerad som historiskt minnesmärke, vilket även kyrkan Trinity Church är. Denna kyrka grundades som en svensk luthersk kyrka 1703; den nuvarande byggnaden uppfördes 1784.
Kyrkogården vid kyrkan är begravningsplats för guvernören av New Jersey Charles C. Stratton och kongressledamoten Benjamin Franklin Howey, bland andra kända personer.